# Набіль Бахуї
Набіль Бахуї (швед. Nabil Bahoui, араб. نبيل بحوي; нар. 5 лютого 1991, Стокгольм) — шведський футболіст марокканського походження, півзахисник, нападник клубу «Персеполіс».
Виступав, зокрема, за клуби АІК, «Гамбург» та «Грассгоппер», а також національну збірну Швеції.

## Клубна кар'єра
Народився 5 лютого 1991 року в місті Стокгольм.
У дорослому футболі дебютував 2008 року виступами за команду «Броммапойкарна», в якій провів два сезони, взявши участь у 15 матчах чемпіонату. 
Згодом з 2010 по 2012 рік грав у складі команд «Грондальс», «Весбю Юнайтед», «Броммапойкарна», «Акрополіс» (Стокгольм) та «Броммапойкарна».
Своєю грою за останню команду привернув увагу представників тренерського штабу клубу АІК, до складу якого приєднався 2013 року. Відіграв за команду з Стокгольма наступні два сезони своєї ігрової кар'єри. Більшість часу, проведеного у складі клубу АІК, був основним гравцем команди. У складі клубу АІК був одним з головних бомбардирів команди, маючи середню результативність на рівні 0,41 гола за гру першості.
Протягом 2015—2016 років захищав кольори клубу «Аль-Аглі».
У 2016 році уклав контракт з клубом «Гамбург», у складі якого провів наступний рік своєї кар'єри гравця. 
Протягом 2017—2019 років захищав кольори клубів «Грассгоппер», АІК, «Грассгоппер» та «Де Графсхап».
До складу клубу АІК приєднався 2019 року. Станом на 8 липня 2022 року відіграв за команду з Стокгольма 62 матчі в національному чемпіонаті.

## Виступи за збірні
У 2010 році дебютував у складі юнацької збірної Швеції (U-19), загалом на юнацькому рівні взяв участь в одному матчі.
У 2014 році дебютував в офіційних матчах у складі національної збірної Швеції.

## Досягнення
Особисті досягнення
- Гравець місяця Аллсвенскан: листопад 2021[1]